# Iglesia de San Francisco (Palencia)
La iglesia de San Francisco de Palencia (Castilla y León, España) es un templo de culto católico construido fundamentalmente en el XIII en estilo gótico y con añadidos posteriores renacentistas y barrocos. Administrada por el obispado de Palencia, el edificio fue parte del desaparecido convento de San Francisco, monasterio que fue sede de las Cortes de Castilla y residencia real. Fue declarado Bien de Interés Cultural y Monumento Nacional en 1992. 

## Historia
El convento fue fundado, según bula papal de Inocencio IV, por los años 1246-1247, teniendo como promotor al obispo palentino Tello Téllez de Meneses, que gobernó la diócesis entre 1208 y 1247. Hacia 1265 los franciscanos conventuales tomaron posesión del edificio. En 1496 los llamados franciscanos claustrales relevaron a sus hermanos conventuales. Dos incendios en 1580 y 1659 destruyeron los archivos, que lo fueron de la ciudad, su biblioteca y gran parte de los edificios originales, que fueron reconstruidos en 1664. En 1620 se adosó a la iglesia la capilla de Nuestra Señora de la Soledad, donde venera esta advocación mariana y tiene su sede la Cofradía homónima.
San Francisco experimentó importantes reformas y ampliaciones hasta el siglo XVIII. En su momento de máxima extensión, el vasto recinto conventual, que llegó a incluir cuatro grandes claustros, llegaba hasta la actual plaza de Abilio Calderón, el Teatro Principal y el también franciscano Monasterio de Santa Clara, es decir, abarcaba varias manzanas de casas hacia el sur y el oeste, sobre el polígono que hoy delimitan la calle Joaquín Costa, la calle Burgos y la avenida Casado de Alisal. 
Tuvo también, hasta su extinción, una fábrica de sayal que abastecía de hábitos a los demás conventos de la Orden. Su importancia histórica en la Baja Edad Media queda atestiguada por las dos veces en que fue sede de las Cortes Generales de Castilla (en 1286 y 1313), y residencia circunstancial de monarcas y dignatarios eclesiásticos que se encontraban de paso en Palencia. En 1388 fue sede también de un concilio nacional presidido por el cardenal Pedro Martínez de Luna, el luego antipapa Benedicto XIII. Varios personajes de la nobleza castellana dispusieron ser enterrados aquí.

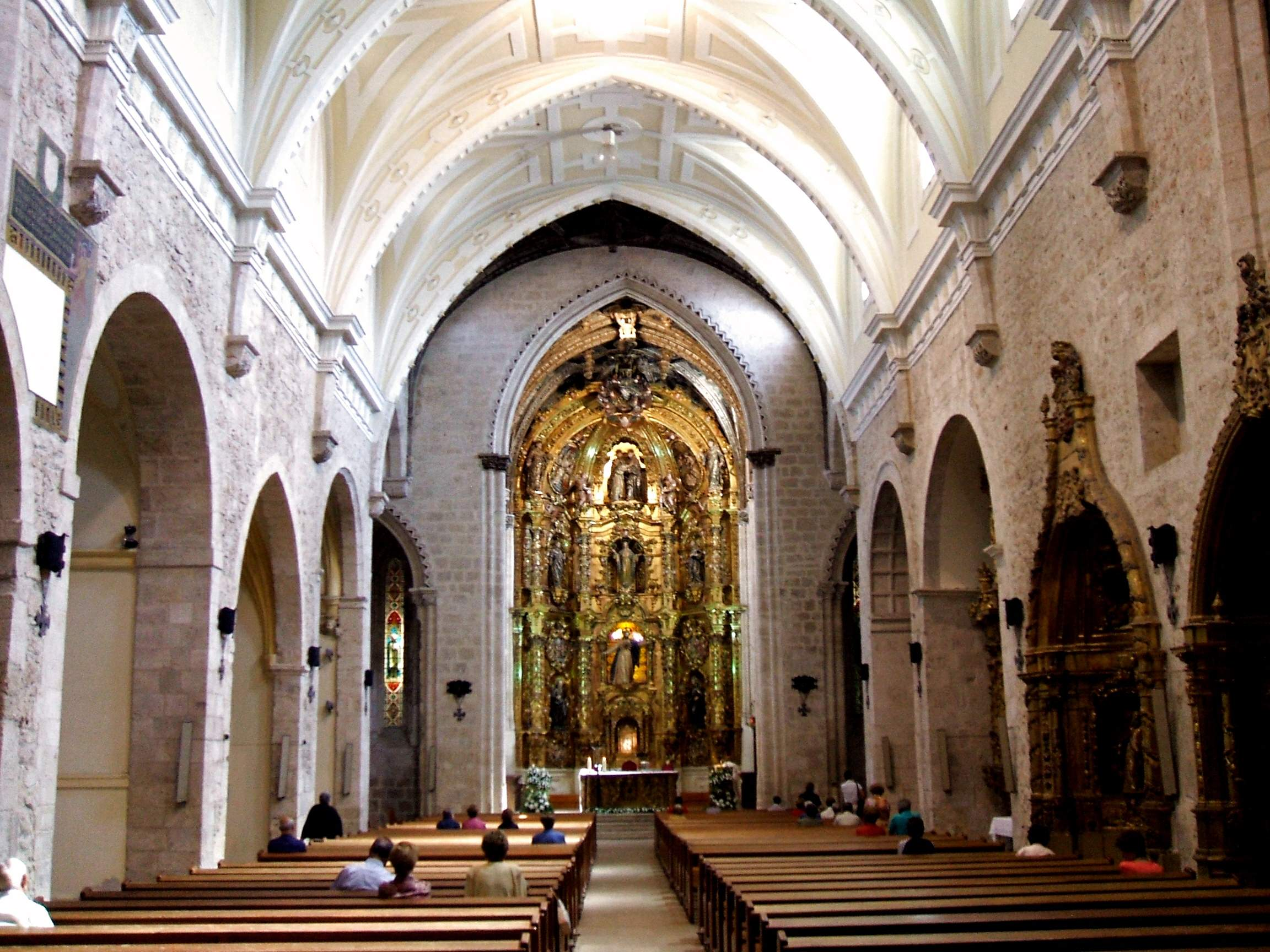
Interior de la iglesia.

Durante la Guerra de la Independencia Española sirvió de cuartel para las tropas francesas y sufrió importantes destrozos. Tras las leyes desamortizadoras de 1835-1836 y la exclaustración de los monjes, las dependencias sirvieron durante décadas para todo tipo de usos administrativos y militares, situación que agravó el deterioro del viejo conjunto conventual. En 1878 la Compañía de Jesús, regresada a Palencia -donde había regentado un Seminario menor y su propia iglesia, la de Nuestra Señora de la Calle- luego de su expulsión en el siglo XVIII, recibió del obispado el permiso para administrar la iglesia, usufructo que adquirió condición perpetua en 1915. En el siglo XX el cuerpo principal del convento, asomado a la plazuela de la Sal, fue derribado para construir en él la Delegación Provincial de Hacienda. Esta desaparición redujo las dependencias supervivientes a la iglesia y un claustro de dos pisos de arquerías, barroco del siglo XVII, con columnas de orden jónico, cuya restauración concluyó en 2016.
Los jesuitas abandonaron Palencia el 16 de junio de 2018, quedando la iglesia de san Francisco administrada por la diócesis palentina a partir de ese momento.
La iglesia de san Francisco es también sede de la Cofradía Penitencial de Nuestro Padre Jesús Crucificado y Nuestra Madre Dolorosa, fundada en 1949.

## Descripción
Es muy característica la austera fachada exterior, enmarcada por un frontal de aspecto triangular que sobreeleva una doble espadaña con troneras, la una en lo que sería el vértice del triángulo y la otra, proyectándose a una mayor altura en el mismo plano, a modo de torre aneja. En el centro del hastial se abre un gran arco ojival intradosado con tres óculos polilobulados y un rosetón, añadido a imitación gótica en el siglo XIX. A la iglesia se accede por un pórtico con arquería de un gótico primitivo carente de ornamentación, más allá de la decoración vegetal de los capiteles sobre columnillas geminadas, el cual no es sino el ala este del antiguo claustro gótico, cuyas tres restantes crujías, que discurrirían por los lados de la actual plaza de San Francisco, han desaparecido. En este hoy pórtico se conserva una sencilla capilla llamada de la Tercera Orden Franciscana y otra, típicamente cenobítica, cuya bóveda y muros están totalmente revestidos de calaveras, tibias y fémures cruzados. A su lado, una pequeña hornacina cerrada con una reja conserva la reliquia de algún santo penitente.

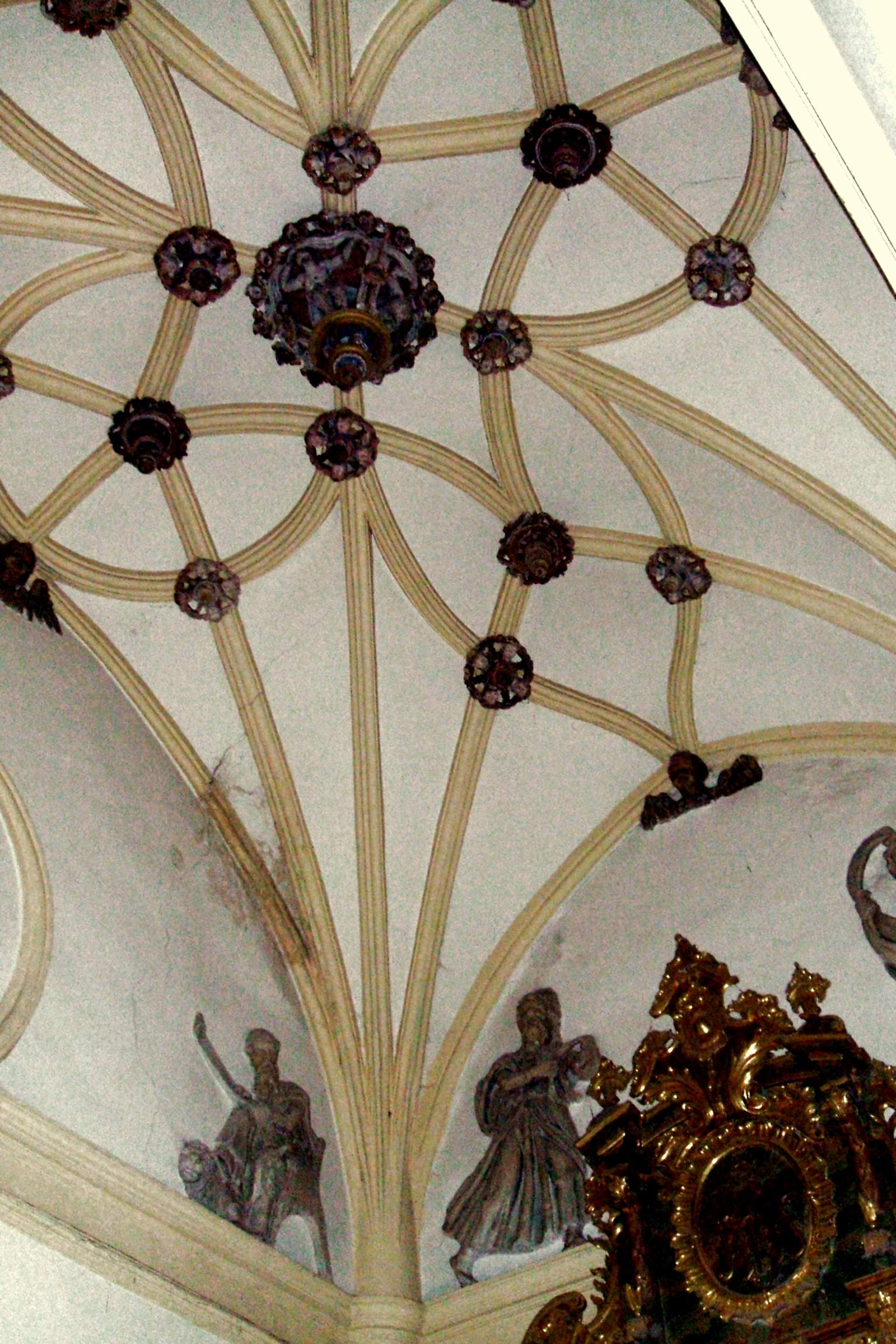
Bóveda gótico-renacentista en la capilla de san Ildefonso.

Interiormente el templo presenta una planta de nave única dividida en siete tramos, los dos primeros destinados a cobijar el coro alto sobre arcos escarzanos, más la cabecera formada por el presbiterio y un ábside de tres paños. La nave mide 39 metros de longitud por 13 metros de ancho. A los lados de la nave se abren en cada tramo capillas y altares devocionales de diferentes estilos, destacando la Capilla de San Ildefonso, realizada por Juan de Corral en el siglo XVI, con bóveda gótico-renacentista de compleja crucería. La nave la cubre una bóveda barroca con yeserías y lunetos que sin embargo aprovechó los viejos arcos perpiaños ojivales. Es muy probable que la cubierta original fuera toda ella un artesonado, según da a entender el que cubre el sotocoro; en el mismo se distingue una parte del siglo XV, decorada con los escudos reales de León y Castilla, las llagas franciscanas y los blasones de obispos y otros personajes, y otra posterior del siglo XVI decorado con los escudos del obispo Juan de Castilla. El coro, construido hacia 1510, aloja un órgano barroco.
Un muy estrecho crucero, justo antes de la cabecera, delata particularmente la primigenia fábrica gótica, en una nave muy reformada en las épocas renacentista y barroca. Se supone que en este espacio estuvieron los sepulcros de Diego López de Haro, señor de Vizcaya, y de otros personajes ilustres de la época. El crucero se cubre con bóveda de crucería, al igual que los pequeños ábsides laterales y la capilla mayor, con el presbiterio y el ábside, aunque aquí la crucería está muy alterada en épocas posteriores con la incorporación de nervios intermedios, unos prominentes medallones en las claves, profusa policromía y escudos nobiliarios de la familia Mendoza. 

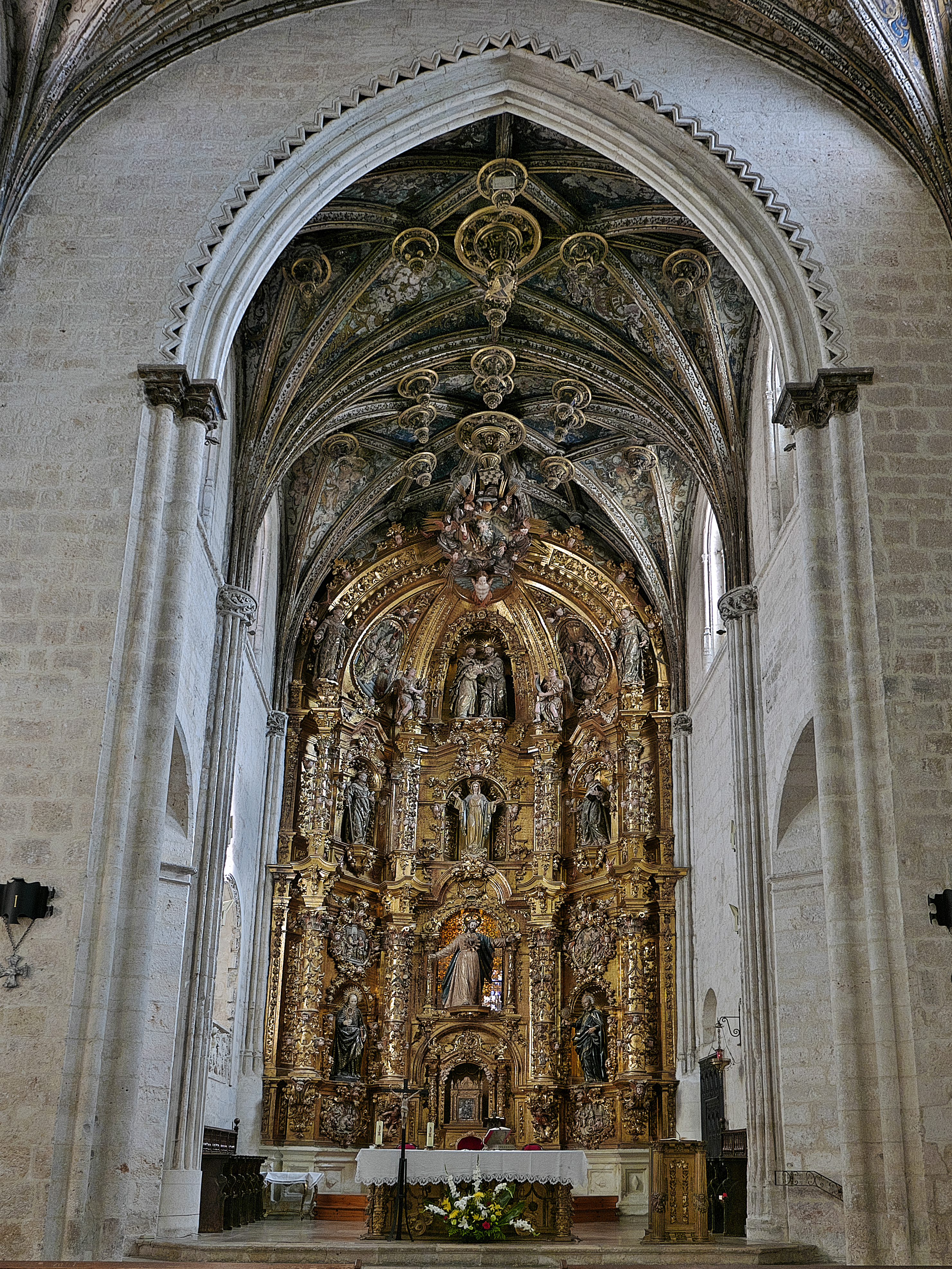
La capilla mayor y el retablo, barroco del.

### Retablo mayor
El ábside de la capilla mayor está cubierto por un retablo barroco dorado de estilo churrigueresco, realizado en 1732 por el vallisoletano Pedro de Correas, correspondiendo la obra escultórica a José de la Sierra. El mueble se compone de dos cuerpos divididos en tres calles y coronados con un ático-cascarón, y aloja diversas tallas exentas y relieves embutidos en medallones y cartelas. En la iconografía predominan santos de la Orden Franciscana, como San Pascual Bailón, San Juan de Capistrano, San Pedro de Alcántara y San Jaime de la Marca, pero también incorpora a dos santos jesuitas. En la calle central se sitúan, de abajo arriba, el Sagrado Corazón de Jesús, la Asunción de María (ambas obras modernas, del siglo XX) y el abrazo de San Francisco de Asís y Santo Domingo de Guzmán, custodiados por ángeles que portan los escudos franciscano y dominico. Los relieves representan distintos momentos de la vida de la Virgen: el Nacimiento, los Desposorios, la Anunciación, la Presentación y el Nacimiento de Jesús.

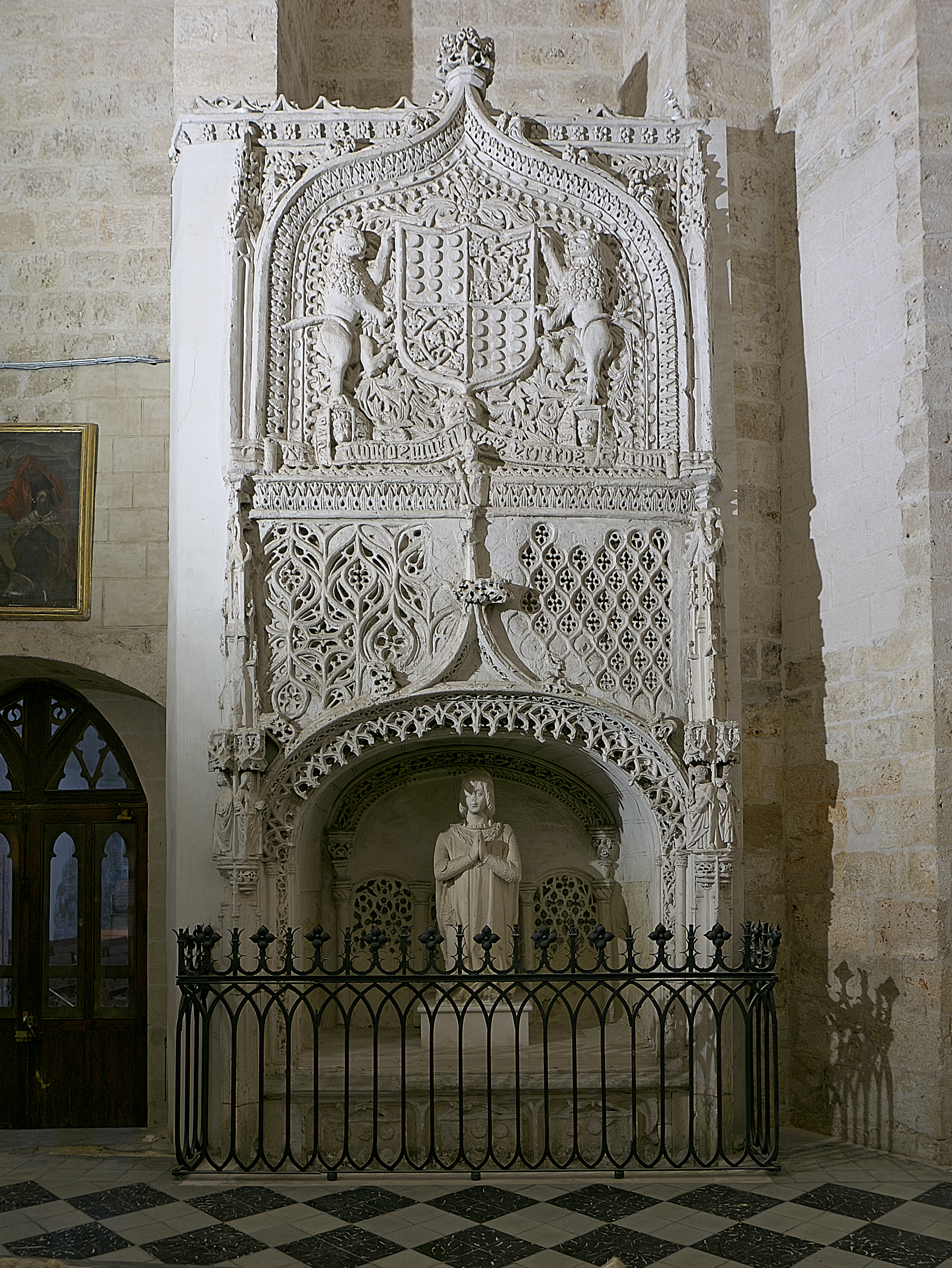
Sepulcro tardogótico de los Sarmiento (s-XV).

### Capilla de los Sarmientos y Sacristía
En la antesala de la sacristía, en el lado derecho, se ubica la Capilla de la familia Sarmiento. En el espacio, cubierto con bóveda de crucería simple, destaca el artístico y bien conservado sepulcro de yeso, del siglo XV, obra de Alonso Martínez de Carrión, con escultura orante de piedra bajo arcosolio carpanel, trasdós conopial y, en la parte superior, dos leones tenantes que sostienen el escudo de la familia. Una profusa decoración de chambrana de estilo gótico flamígero e hispano-flamenco cubre todo el frontal. El monumento funerario, tan susceptible de deterioro por la fragilidad del material con que está hecho, se encuentra protegido con una reja de forja. 
En el centro de la capilla se encuentra el sepulcro del infante Tello Alfonso de Castilla, señor de Aguilar de Campoo, señor de Vizcaya, hijo bastardo del rey Alfonso XI y hermano de los también monarcas Enrique II y Pedro I el Cruel, inhumado en el convento tras su muerte en 1370.

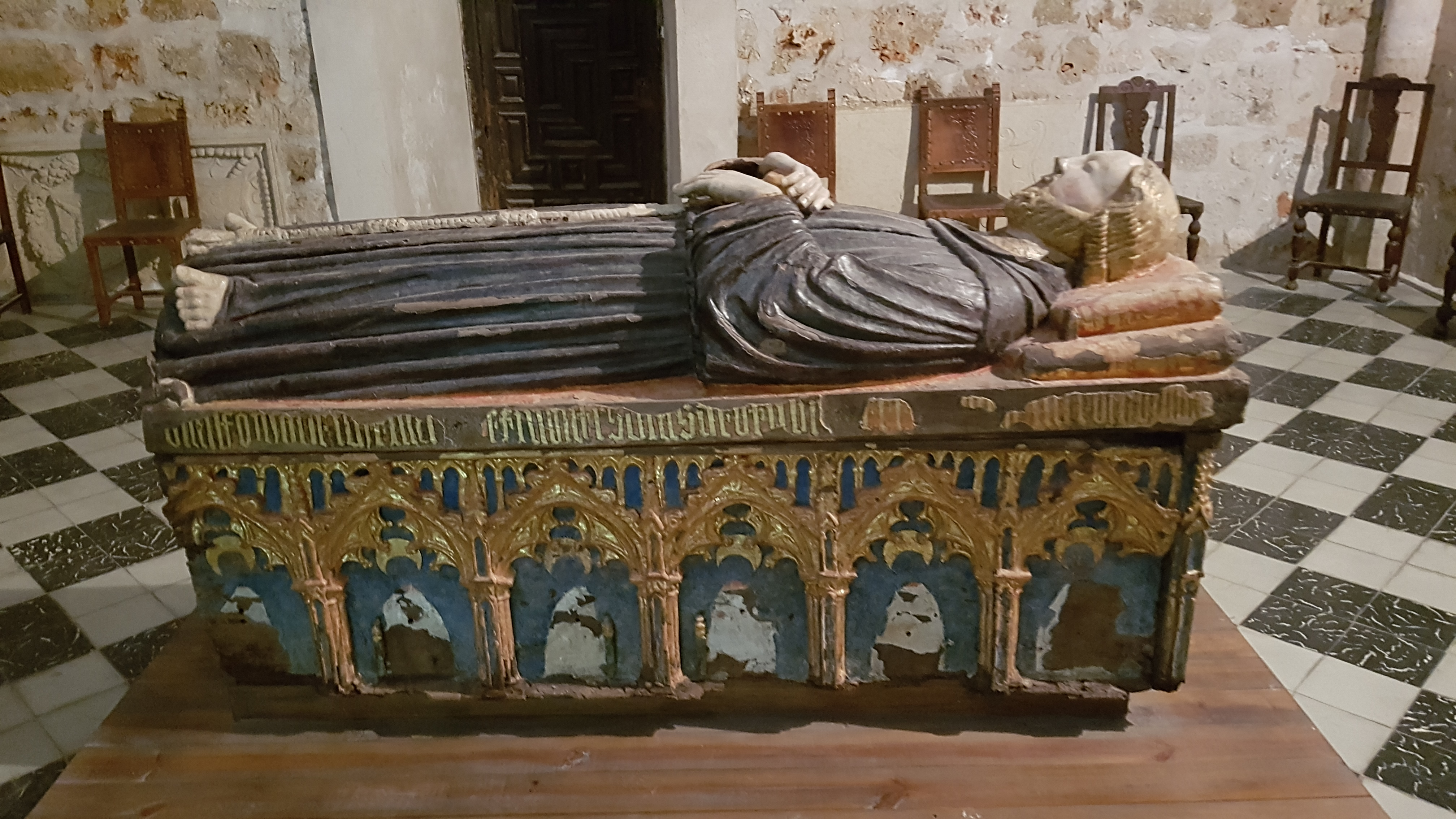
Sepulcro del infante don Tello de Castilla.

Se trata de un bello, aunque incompleto y deteriorado, sepulcro gótico en madera policromada. En la lauda reposa la figura yacente del difunto, vestido con el hábito franciscano y una espada en sus manos (desaparecida); la cabeza, con rubios cabellos y barba, reposa sobre una almohada engalanada con los escudos de las casas de Aguilar y de Haro. Estos mismos escudos, sostenidos por angelotes, fueron reproducidos en el frontal de la lápida de piedra que se colocó en el siglo XVI. El frontal posterior de la caja sepulcral muestra un relieve de la Crucifixión que se conserva en mejores condiciones que el resto. Antiguamente este sepulcro se situaba en la capilla mayor, pero fue retirado de allí por los franciscanos. Perdido durante muchos años, el sarcófago reapareció con motivo de unas obras en 1978. Un arcosolio cegado en momento indeterminado y situado en el muro del Evangelio de la capilla mayor delata el emplazamiento original del sepulcro.
La capilla incorpora otras piezas de interés, como una pintura de la Anunciación, atribuida a Juan de Villoldo (siglo XVI), varios retratos de papas y reyes o una mesa de nogal bellamente trabajada en estilo barroco. Contigua a esta estancia está la vieja sacristía, antigua sala capitular del conjunto monástico, que posee una cajonería barroca; pero el elemento más valioso de la misma es su techumbre de madera, una armadura mudéjar, realizada en el siglo XV con estructura octogonal.

### Otros bienes muebles
La nave de la iglesia reúne, en la serie de capillas laterales, una notable colección de retablos barrocos y neoclásicos de los siglos XVII y XVIII. Entre las piezas sueltas destacan un Cristo Crucificado, obra del escultor tardogótico Alejo de Vahía († ca. 1515), quien la debió ejecutar a últimos del siglo XV o en torno a 1500, y una Dolorosa, cuyo interés artístico es menor al tratarse de una escultura del siglo XIX. Ambas tallas tienen como titular a la Cofradía Penitencial de Nuestro Padre Jesús Crucificado y Nuestra Madre Dolorosa, que las procesiona en la Semana Santa palentina.

## Galería de imágenes

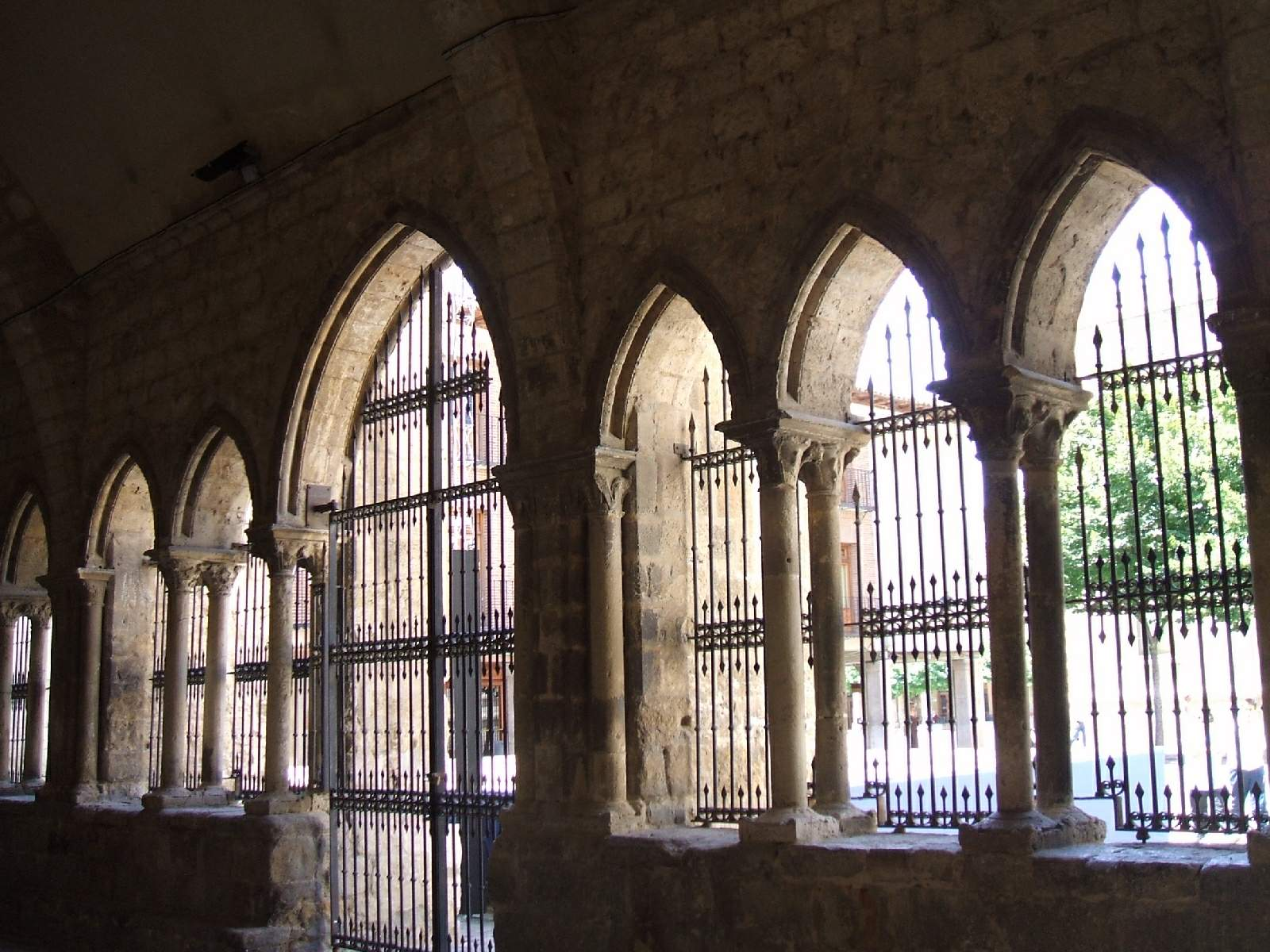
El pórtico, antiguo claustro
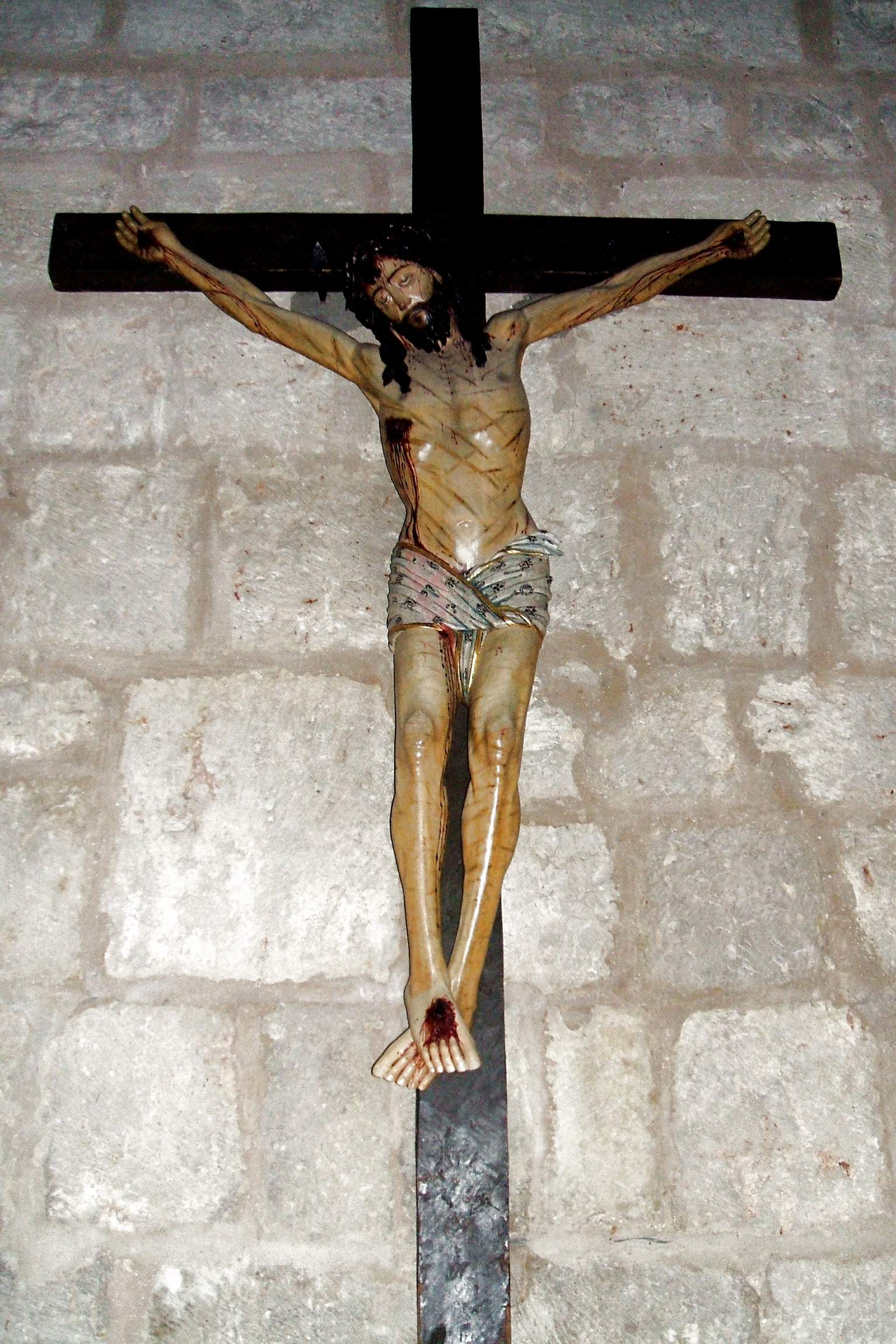
Crucificado tardogótico de Alejo de Vahía (s. XV)
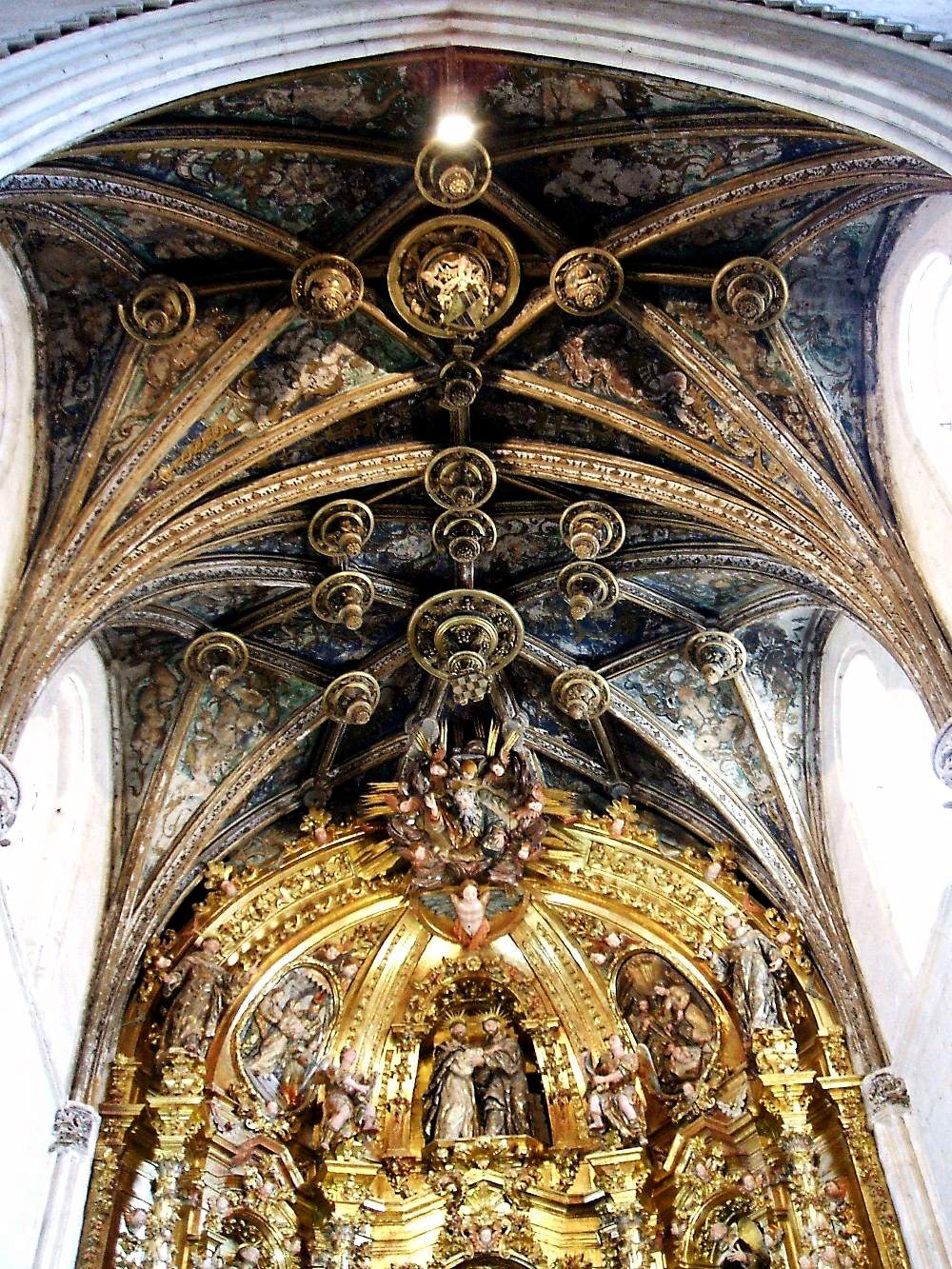
Bóvedas de la cabecera
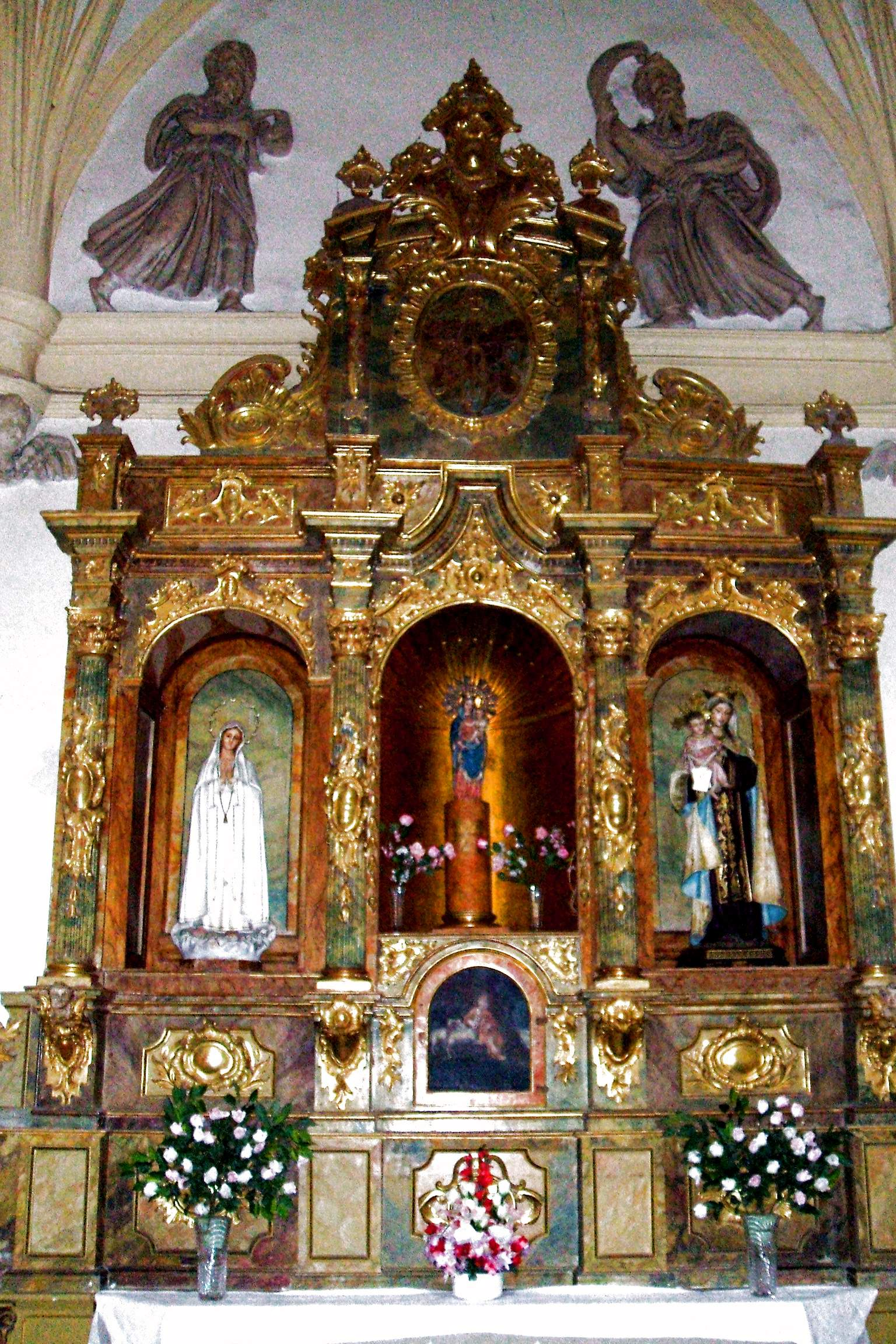
Retablo barroco en la capilla de san Ildefonso
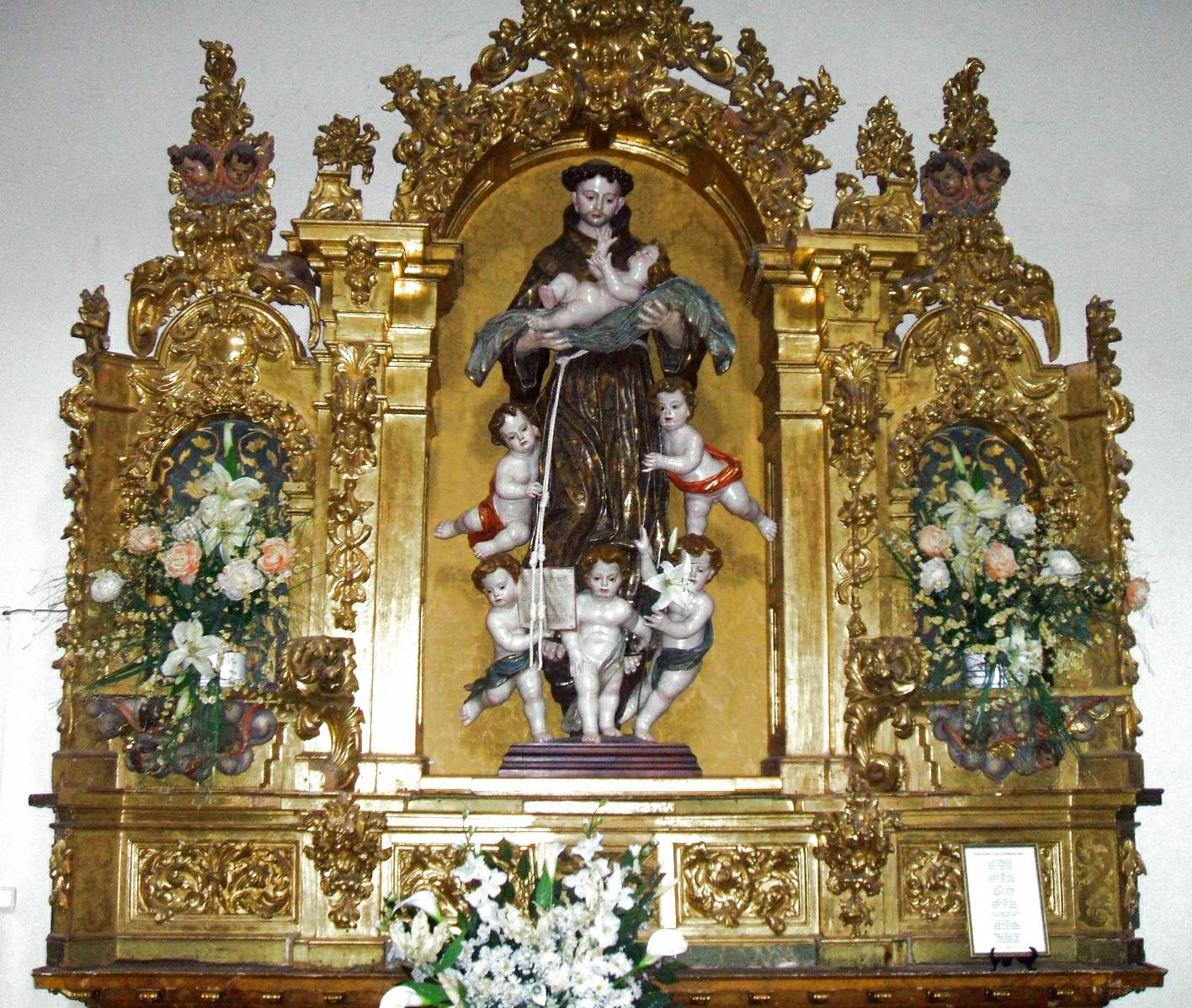
Retablo barroco de san Antonio de Padua, con imagen del santo por Tomás de Sierra